# Радиванівка
Радива́нівка (до XIX століття — Крижівка) — село в Україні, у Черкаському районі Черкаської області, підпорядковане Кам'янській міській громаді. Розташоване за 21 км на південний захід від центру громади — міста Кам'янки та за 10 км від залізничної станції Сердюківки. Населення 524 чоловіка (на 2001 рік).

## Історія
Згідно з переказами село засноване в XVII столітті. Свою першу назву Крижівка село одержало за прізвищем поміщика Радіона Крижа[джерело?]; пізніше Радиванівка.
1876 року в селі була збудована церква, яка була зруйнована наприкінці 80-х років XX століття. В 1884 році відкрилась церковнопарафіяльна школа, де навчалось 25 дітей, які писали на грифельних дошках. Першим учителем був дяк Семен Антонович Лебедович, а «Закону Божого» навчав сільський піп.
Станом на 1885 рік у колишньому власницькому селі Телепинської волості Чигиринського повіту Київської губернії мешкало 925 осіб, налічувалось 135 дворових господарств, існували православна церква, школа, постоялий будинок, водяний і вітряний млини, маслобійний завод.
За переписом 1897 року кількість мешканців зросла до 1276 осіб (610 чоловічої статі та 666 — жіночої), з яких всі — православної віри.
Коли звістка про революцію 1905—1907 років у Санкт-Петербурзі та інших містах царської Росії дійшла до села, селяни відмовились від роботи в панській економії, проте особливих революційних подій в селі не було.
Після початку першої радянської окупації в січні 1918 року, селяни розібрали поміщицьке майно з економії.
У 1921 році відкрилась школа в складі 1—2 класів, а в 1923 році відкриті 3—4 класи. В 1925 році почала функціонувати хата-читальня, а при ній зібрана сільськими активістами бібліотека. У 1928 році організована комісія з ліквідації неписемності.
Колгосп об'єднував спочатку 42 селянських господарства, де тяглова сила становила 10 волів, 20 коней, 15 плугів та 1 сівалку. Перед радянсько-німецькою війною колгоспне господарство «Червоний орач» мало в наявності: 62 воли, 100 коней, 115 корів, 1 двигун, 1 автомашину ЗІС-1,5, 1 молотарку, 5 колгоспних будівель.
Під час голодомору в селі померло з голоду 527 осіб. Їх ховали по декілька в одній ямі.
На пам'ять жертвам голодомору у селі побудовано пам'ятник.
В роки радянсько-німецької війни 271 житель села пішов на фронт, 154 з них загинули в боях, 99 нагороджені бойовими орденами і медалями.
Село було відвойоване у нацистів у 1944 році.
Станом на 1972 рік в селі проживало 889 мешканців, працював колгосп «Дніпро» за яким було закріплено 1,1 тисяч га сільськогосподарських угідь, в тому числі 1 тисяча га орної землі. Основними напрямами господарства були вирощування зернових культур і цукових буряків і тваринництво. На той час в селі працювали восьмирічна школа, клуб, бібліотека з фондом 4 тисяч книг, фельдшерсько-акушерський пункт, пологовий будинок.

## Відомі люди
У селі народилися:
- Бащенко Михайло Іванович (*1948) — академік Національної академії аграрних наук України, доктор сільськогосподарських наук, професор, заслужений працівник сільського господарства України.